# 门兴霍尔茨豪森
门兴霍尔茨豪森（德語：Mönchenholzhausen，發音：[ˈmœnçn̩hɔltsˌhaʊzn̩]）是德国图林根州魏玛地区县曾经的一个市镇，面积19.42平方千米，2017年12月31日人口为1,637人。2019年12月31日，门兴霍尔茨豪森所属的格拉默河谷管理共同体解散，其与另外8个成员市镇合并为新市镇格拉默塔尔。